# Steyr AUG
Steyr AUG je austrijska automatska puška bullpup konfiguracije i kalibra 5.56 mm. Tijekom 1970-ih razvio ju je Steyr Mannlicher GmbH & Co KG (bivši Steyr-Daimler-Puch). U austrijsku vojsku je kao standardna automatska puška uvedena 1978. godine pod nazivom StG 77 (nje. Sturmgewehr 77). Time je zamijenjen stariji StG 58 (nje. Sturmgewehr 58) koji je ustvari licencna kopija belgijskog FN FAL-a.
AUG (nje. Armee Universal Gewehr, hrv. Vojna univerzalna puška) je komercijalno najuspješnija puška bullpup dizajna te je prihvaćena u mnogim vojnim i policijskim snagama diljem svijeta. Od 1997. godine počinje se proizvoditi poboljšani model AUG A2 a od 2005. i najnoviji AUG A3.

## Povijest
Sam Steyr AUG je revolucionarno oružje u mnogim aspektima, počevši od materijala, dizajna i nišana. Riječ je o kombinaciji vrlo uspješnih rješenja koja su se pojavila mnogo ranije. Bullpup dizajn obuhvaća konstrukciju u kojoj se okvir nalazi u kundaku iza okidača s mehanizmom za okidanje smještenim u samom kundaku puške. Time se dobiva kraće oružje s istom dužinom cijevi. Primjerice, dužina cijevi kod standardnih AUG A1/A2 inačica i Coltovog M16A2 je 508 mm dok je ukupna dužina AUG-a 800 mm a kod M16A2 1.006 mm.
Prve puške bullpup konfiguracije bili su britanski Enfield EM-2 i sovjetski Korobov TKB-408 koji su dizajnirani još tijekom 1940-ih. TKB-408 je 1943. godine dizajnirao German Korobov te je bio jedan od kandidata za novu automatsku pušku Crvene armije. Tada je pobijedio Mihail Kalašnjikov s legendarnim AK-47. Iako austrijski AUG obilno koristi polimer u svojoj konstrukciji, to nije novina. Naime, eksperimentalni sovjetski Korobov TKB-022PM je gotovo cijeli napravljen od plastike. Isto tako, nakon pojavljivanja Steyr AUG-a, francuska vojska je usvojila u svoje naoružanje vlastitu bullpup pušku FAMAS čije kučište je također proizvedeno od polimera.
Isto je i s optičkim nišanom koji dolazi kao standardni dio opreme. On je prije AUG-a korišten kod britanskog Enfielda EM-2 te kanadskoj inačici FN FAL-a. Modularnost po kojoj je AUG poznat, prvi puta je viđena kod modela pušaka koje je dizajnirao ruski konstruktor Fedorov još davnih 1920-ih godina. Ono što se može zaključiti je da su konstruktori AUG-a uspješno ujedinili odlične ideje s različitih oružja i spojili u jedno.

## Tehničke karakteristike
Steyr AUG se sastoji od šest osnovnih grupa. Prvu grupu čine cijev s plinskom komorom i prednjom ručicom, druga grupa je aluminijsko kućište s optičkim nišanom i ručicom za repetiranje, dok je treća grupa mehanizam za okidanje koji se nalazi u kundaku. Četvrtu grupu čine nosač zatvarača s vođicama i sam zatvarač, peta grupa je kundak s ručicom za okidanje dok šestu grupu čini okvir.
Puška je dizajnirana kao modularno oružje koje se može brzo prilagoditi bilo kojoj taktičkoj situaciji na koju današnji vojnik može naići na modernom ratištu. Ovisno o modelu, AUG radi na principu pozajmnice barutnih plinova ili na principu trzaja zatvarača. Modularnost se ogleda u brzoj promjeni cijevi koja se može obaviti na terenu bez upotrebe alata za svega nekoliko sekundi. Promjena cijevi se vrši tako što se ručica za punjenje povuče u zadnji položaj i utvrdi rotiranjem udesno. Utvrđivač koji se nalazi kod prednje ručice s desne strane, povuče se nadolje i držeći prednji vertikalni rukohvat, cijev zarotira udesno te je odvoji od kućišta. Postavljanje nove cijevi ide obrnutim redosljedom. Cijev se postavi u kućište i zarotira u lijevo dok se ne zaključa. Nakon toga puška je spremna za upotrebu. Poštavljanjem teške cijevi (HBAR), automatska puška postaje puškomitraljez. Tada se može vršiti i promjena na samom zatvaraču kako bi oružje pucalo iz otvorenog zatvarača radi poboljšanog hlađenja pri dužim rafalima. U tom slučaju se zbog gađanja ciljeva na većim daljinama, koristi i optika s 4x zoomom.
Izrada cijevi vrši se hladnim kovanjem te je kromirana s unutarnje strane. Na njoj se nalazi plinska komora koja je postavljena s desne strane. Unutar plinske komore je postavljen plinski klip s regulatorom i oprugom. Regulator ima tri položaja: za normalni rad, za rad u uvjetima velike prljavštine te zatvoren rad (kada se iz puške izbacuju trombloni). Ispod plinske komore se nalazi prednji rukohvat u obliku ručice koja se može izvaditi potežući je prema naprijed (osim kompaktnih modela gdje je ona fiksna). Na ustima cijevi je skrivač plamena koji ima funkciju bacača tromblona. Kod teže cijevi (kada se puška koristi kao puškomitraljez) ugrađene su nožice zbog povećanja stabilnosti. Na kraju cijevi je osam jezičaka koji se koriste za spajanje cijevi s kućištem. Na usta same cijevi moguće je postaviti prigušivač.
Kućište (sanduk) je napravljeno od aluminijske legure s insertima od tvrdog čelika i to na spoju kućišta s cijevi i vođice zatvarača. S gornje strane kućišta je postavljen optički nišan koji ima i ulogu ručice za nošenje. Optički nišan ima 1,5x zoom a proizvodi ga poznati Swarowski. Upotreba nišana je vrlo jednostavna. U slučaju oštećenja optičkog nišana, postoje pomoćni mehanički nišani na samom optičkom nišanu. Kućište se jednostavno odvaja od kundaka tako što se utvrđivač koji se nalazi iznad okvira pritisne udesno i nakon toga se kućište poteže prema naprijed. Sa zadnje strane kućišta se nalazi nosač zatvarača sa zatvaračem koji se jednostavno skine povlačenjem unazad. S desne i lijeve strane nosača zatvarača nalaze se vođice s povratnim oprugama. Desna je povezana s plinskim klipom a lijeva s ručicom za punjenje. Zatvarač nakon zadnjeg ispaljenog metka ostaje u zadnjem položaju. Nakon stavljanja novog okvira potrebno je ručicu zatvarača otpustiti iz zadnjeg položaja da krene prema naprijed i ubaci novi metak u cijev. Ručica je mirna tijekom paljbe ali ako je potrebno, ima mogućnost da se uspostavi čvrsta veza s nosačem zatvarača. Zatvarač je rotacijskog tipa i ima sedam bravica za bravljenje.
Zadnja strana kundaka je ujedno i poklopac koji se uklanja da bi se izvadio mehanizam za okidanje koji se nalazi u malom kućištu. Mehanizam je napravljen od plastike osim opruga i utvrđivača. Zanimljivo je i rješenje kod izbora moda paljbe jer na AUG-u ne postoji nikakav prekidač niti preklopnik kojim se odabire mod paljbe. Naime, on se nalazi na samom okidaču koji ima dva moda povlačenja. Prvim modom se određuje pojedinačna paljba dok se povlačenjem na drugi mod ostvaruje rafalni način paljbe.
Kundak je s ručicom za okidanje napravljen od tvrdog polimera koji ujedno objedinjuje sve komponente puške. Proizvodi se u dvije boje, maslinasto zelenoj i crnoj. Štitnik okidača se proteže čitavom dužinom ručice tako da ne ograničava upotrebu puške u debelim rukavicama. Kočnica se nalazi iznad okidača i aktivira se pritiskom s jedne na drugu stranu kućišta. Na samom kućištu su ugrađena dva otvora za izbacivanje čahura tako da AUG mogu koristiti ljevaci i dešnjaci. Jednostavnim prebacivanjem poklopca s lijeve na desnu stranu i zamjenom samog zatvarača (koji izbacivač čahura ima) na lijevu stranu, dobivamo oružje koje koriste ljevoruki strijelci. S donje strane nalazi se otvor za okvir. Iza otvora je smješten utvrđivač okvira koji oslobađa okvir pritiskom prema gore.
Okvir je napravljen od prozirne tvrde plastike tako da vojnik u svakom trenutku može znati s koliko streljiva raspolaže. Ovisno o modelu, kapacitet okvira iznosi 9, 25, 30 i 42 metka. Sam okvir se jednostavno rasklapa i čisti.
Kod modela koji koriste pištoljsko streljivo kalibra 9×19 mm Parabellum, promjene su izvršene na zatvaraču tako da automat ne radi na pozajmnici barutnih plinova nego na trzaju zatvarača. Sam usadnik okvira ima dodatak tako da može koristiti ravne okvire od Steyrovog automata MPi 81 i automatskog pištolja TMP. Ti modeli pucaju iz zatvorenog zatvarača.
Tvrtka Steyr je 1997. godine proizvela novi model AUG A2 a 2005. godine i AUG A3. Nakon komercijalnog uspjeha vojne varijante, na red je došla civilna inačica koja je identična modelima AUG A1 i AUG A2 te se radi o poluautomatskom oružju. Riječ je o modelu AXR te mu je cijena na američkom tržištu 2.000 USD.

## Inačice
Steyr je dosad proizveo mnogo inačica svoje uspješnice AUG. Također, oružje na temelju licence proizvodi i australski Thales Australia a nekad i malezijski SME Ordnance. Osim njih, razvijene su i mnoge kopije ove austrijske uspješnice. Primjer toga je tajvanski Type 68.
- AUG A0: prvotna standardna inačica predstavljena 1978. godine.
- AUG A1: poboljšana standardna inačica predstavljena 1982. godine. Dostupna u maslinastoj ili crnoj boji.
- AUG A2: model iz 1997. godine koji je sličan prijašnjem AUG A1 ali je ponešto redizajniran. Tako je s kučišta uklonjen optički nišan te je na njegovo mjesto postavljena Picatinny šina (MIL-STD-1913) na koju se mogu ugraditi različiti dnevni ili noćni optički nišani. Također, promijenjena je i ručica za repetiranje.
- AUG A3: model predstavljen 2005. godine. S gornje strane je ugrađena Picatinny šina (MIL-STD-1913) a s prednje strane na pozicijama 3, 6 i 9 su ugrađene kraće šine radi ugradnje svih vrsta optičkih nišana, taktičkih lampi i laserskih markera. Na donju šinu se može postaviti podcijevni lanser granata, prednja ručica ili nožice. Sam koncept oružja nije promijenjen tako da preobuka vojnika koji su koristili AUG A1 ne predstavlja nikakav problem. 
  - AUG A3 SF: model sličan AUG A2 te je u službi austrijskih specijalnih snaga od kraja 2007. godine. Poznat je i pod oznakom AUG A2 Commando.
  - AUG A3 SA USA: poluautomatska inačica AUG A3 ponuđena američkom civilnom tržištu u travnju 2009. Dužina cijevi ovog modela iznosi 407 mm.
- AUG P: poluautomatska inačica AUG A1 s kraćom 407 mm cijevi.
  - AUG P Special Receiver: identična inačica AUG P ali s MIL-STD-1913 šinom iznad kučišta.
- AUG Para: automat koji koristi streljivo kalibra 9×19mm Parabellum a predstavljen je 1988. godine. Poznat je i pod nazivima AUG SMG ili AUG 9mm. Može koristiti okvire od Steyrovih modela MPi 81 i TMP.
- AUG A3 Para XS: 9 mm inačica AUG A3, slična s AUG Para. Sadrži 325 mm sustav Picatinny šina.
- AUG M203: modificirana automatska puška koja može koristiti M203 bacač granata.
- AUG LSW (eng. Light Support Weapon): model iz AUG obitelji lakog oružja za vatrenu podršku.
- AUG HBAR (eng. Heavy-Barreled Automatic Rifle): duža inačica s težom cijevi čime oružje dobiva funkciju puškomitraljeza.
  - AUG HBAR-T: marksman puška temeljena na HBAR-u koja koristi Kahles ZF69 6×42 optiku.
- AUG LMG (eng. Light machine gun): model temeljen na AUG HBAR te umjesto 1,5x optike koristi optiku s 4x zoomom.
  - AUG LMG-T: identični AUG LMG ali s MIL-STD-1913 šinama.
- AUG Z: poluautomatska inačica koja je u nekim stvarima slična AUG A2 te je primarno namijenjena civilnom tržištu.
- AUG SA: poluautomatska inačica AUG A1 namijenjena civilnom tržištu te je izvezena u SAD sve do 1989. godine kada je zabranjen njen uvoz.
- AUG USR: modificirani AUG A2 bez skrivača bljeska. Izmijenjen je zbog bivšeg američkog propisa o Federalnoj zabrani o automatskom oružju odnosno današnjeg Zakona o javnoj sigurnosti i rekreativnoj upotrebi vatrenog oružja.
- AUG NATO: model kojeg mogu koristiti samo dešnjaci a upotrebljava isključivo STANAG okvire po NATO standardu.

## Tehnički podaci
| Inačica       | Dužina puške (mm) | Dužina cijevi (mm) | Visina (mm) | Težina (kg) | Optika                                                 | Streljivo          | Okvir (kapacitet)           | Mod paljbe                 | Način rada                                  |
| ------------- | ----------------- | ------------------ | ----------- | ----------- | ------------------------------------------------------ | ------------------ | --------------------------- | -------------------------- | ------------------------------------------- |
| AUG A1/A2     | 690               | 407                | 275         | 3,3         | 1,5x optika, čelićni ciljnik (A1), picatinny šina (A2) | 5,56×45 mm NATO    | zaobljeni okvir (30, 42)    | poluautomatski, automatski | rad na principu pozajmnice barutnih plinova |
| AUG A1/A2     | 800               | 508                | 275         | 3,6         | 1,5x optika, čelićni ciljnik (A1), picatinny šina (A2) | 5,56×45 mm NATO    | zaobljeni okvir (30, 42)    | poluautomatski, automatski | rad na principu pozajmnice barutnih plinova |
| AUG A3        |                   | 365                | 245         |             | picatinny šina                                         | 5,56×45 mm NATO    | zaobljeni okvir (30, 42)    | poluautomatski, automatski | rad na principu pozajmnice barutnih plinova |
| AUG A3        | 407               |                    | 245         |             | picatinny šina                                         | 5,56×45 mm NATO    | zaobljeni okvir (30, 42)    | poluautomatski, automatski | rad na principu pozajmnice barutnih plinova |
| AUG A3        | 745               | 455                | 245         | 3,913       | picatinny šina                                         | 5,56×45 mm NATO    | zaobljeni okvir (30, 42)    | poluautomatski, automatski | rad na principu pozajmnice barutnih plinova |
| AUG A3        | 508               |                    | 245         |             | picatinny šina                                         | 5,56×45 mm NATO    | zaobljeni okvir (30, 42)    | poluautomatski, automatski | rad na principu pozajmnice barutnih plinova |
| AUG A3 SF     | 715               | 365                | 232         | 3,983       | 1,5x optika, picatinny šina                            | 5,56×45 mm NATO    | zaobljeni okvir (30, 42)    | poluautomatski, automatski | rad na principu pozajmnice barutnih plinova |
| AUG A3 SF     | 715               | 407                | 232         | 3,983       | 1,5x optika, picatinny šina                            | 5,56×45 mm NATO    | zaobljeni okvir (30, 42)    | poluautomatski, automatski | rad na principu pozajmnice barutnih plinova |
| AUG A3 SF     | 715               | 508                | 232         | 3,983       | 1,5x optika, picatinny šina                            | 5,56×45 mm NATO    | zaobljeni okvir (30, 42)    | poluautomatski, automatski | rad na principu pozajmnice barutnih plinova |
| AUG 9mm A1/A2 | 665               | 420                | 275         | 3,3         | 1,5x optika, čelićni ciljnik (A1), picatinny šina (A2) | 9×19 mm Parabellum | ravni okvir (25)            | poluautomatski, automatski | rad na principu trzaja zatvarača            |
| AUG 9mm A1/A2 | 508               |                    | 275         |             | 1,5x optika, čelićni ciljnik (A1), picatinny šina (A2) | 9×19 mm Parabellum | ravni okvir (25)            | poluautomatski, automatski | rad na principu trzaja zatvarača            |
| AUG A3 9mm XS | 610               | 325                | 210         | 3,17        | picatinny šina                                         | 9×19 mm Parabellum | ravni okvir (25)            | poluautomatski, automatski | rad na principu trzaja zatvarača            |
| AUG Z         | 790               | 508                | 275         | 3,6         | 1,5x optika                                            | 5,56×45 mm NATO    | zaobljeni okvir (9, 30, 42) | poluautomatski             | rad na principu pozajmnice barutnih plinova |
| AUG Z A3      | 830               | 550                | 275         | 3,8         | picatinny šina                                         | 5,56×45 mm NATO    | zaobljeni okvir (9, 30, 42) | poluautomatski             | rad na principu pozajmnice barutnih plinova |
| AUG Z A3 9mm  | 702               | 420                | 275         | 3,3         | picatinny šina                                         | 9×19 mm Parabellum | ravni okvir (25)            | poluautomatski             | rad na principu trzaja zatvarača            |
| 1. 2.         |                   |                    |             |             |                                                        |                    |                             |                            |                                             |

## Korisnici
- Austrija:[1][3][4] primarni korisnik.[1] Osim austrijske vojske, AUG koristi i specijalna vojna jedinica Jagdkommando[5] (kod koje se dva AUG-a vide na službenom logu te formacije) te specijalna policija EKO Cobra.[6]
- Alžir[1][3]
- Argentina:[1][3] argentinska vojska.[7]
- Australija:[1][3] domaći proizvođač Thales Australia na temelju licence proizvodi F88 Austeyr za potrebe Kraljevske australske vojske.[7]
- Belgija:[1] belgijska savezna policija.[8]
- Bolivija:[1][3][4] bolivijska vojska ima u službi nepoznatu količinu AUG A1.[9]
- Bugarska[1][3]
- Čile[1]
- Džibuti[1][3][10]
- Ekvador[1][3][4]
- Estonija[1]
- Filipini:[1][3] AUG je u službi filipinskih scout rendžera.[11]
- Francuska[3]
- Gambija[1]
- Hrvatska: specijalne oružane snage.[12]
- Indonezija:[1] indonežanska vojska[7] odnosno njene specijalne jedinice Komando Pasukan Katak i Komando Pasukan Khusus (AUG A1 i A2).[13]
- Irska:[1][3][4] irska vojska je 1988. godine odlučila da će Steyr AUG zamijeniti stariji FN FAL. Također, AUG A2 i A3 koriste i irski rendžeri.[12]
- Italija:[1][3] specijalne jedinice Karabinijera: Gruppo di Intervento Speciale i 1. padobranski puk Tuscania.[14]
- Kamerun[1][4]
- Kazahstan[1]
- Kolumbija: gerilski Pokret 19. travnja poznat i kao M-19 koristio je Steyr AUG.[15] Riječ je o tuniškom oružju koje je gerili dostavljeno preko Libije.[15]
- Latvija:[1] antiteroristička jedinica OMEGA.[16]
- Litva[1]
- Luksemburg:[1][3] standardno oružje luksemburške vojske.[7] Također, puška je i u službi specijalne policije.[17]
- Malezija:[1][3][10] Steyr AUG je na temelju licence proizvodio SME Ordnance[18] za potrebe domaće vojske.[7] Najprije je SME Ordnance počeo s individualnom proizvodnjom 1991. godine[19] da bi 2004. započela zajednička proizvodnja s austrijskim Steyrom.[20][21] Kada se malezijska strana odlučila povući iz zajedničke proizvodnje, uslijedila je Steyrova sudska tužba.[22]
- Maroko[1][3][4][10]
- Nigerija[1][4]
- Nizozemska[1]
- Novi Zeland:[1][3][4] Kraljevska novozelandska vojska.[7] Prvih 5.000 isporučenih pušaka bilo je austrijske proizvodnje dok su danas u službi puške koje proizvodi Thales Australia, odnosno riječ je o F88 Austeyru koji u Novom Zelandu nosi oznaku IW Steyr (eng. Individual Weapon Steyr).
- Njemačka[1][3]
- Oman[1][3][4][10]
- Pakistan:[1][3] pakistanska vojska.[7]
- Papua Nova Gvineja[1][4]
- Poljska[1]
- SAD:[1][3] američka imigiracijska služba[7] i mornaričko pješaštvo Navy SEALs.[10]
- Salvador[1]
- Saudijska Arabija:[1][3][4][10] Kraljevske saudijske oružane snage.[7]
- Sirija: Slobodna sirijska vojska u svojem arsenalu raspolaže i sa Steyr AUG-om.[23] Ono je viđeno u video snimkama[24] i fotografijama tijekom građanskog rata u zemlji a neslužbeno se pretpostavlja da potječe iz Saudijske Arabije koja financira pobunjenike.[25]
- Srbija:[1] 72. izviđačko-diverzantski bataljon.[12]
- Tajland[1]
- Republika Kina[1]
- Tunis:[1][3][4][10] tuniška vojska.[7]
- Ujedinjeno Kraljevstvo:[1] britanske oružane snage na Falklandskom otočju[26] te SAS.[10]
- Urugvaj:[1] urugvajske oružane snage raspolažu sa 7.000 Steyr AUG pušaka.[27]
- Venezuela:[1] u službi nacionalne obavještajne i protuobavještajne agencije SEBIN.[28]

## Vanjske poveznice
- ZRNO.ba - Modularna automatska puška Steyr AUG Stg77  Arhivirana inačica izvorne stranice od 4. svibnja 2014. (Wayback Machine)
- World Guns.ru - Steyr Stg.77 AUG assault rifle (Austria)